# Kotshkorkia laticeps
Kotshkorkia laticeps (лат.) — ископаемый вид муравьёв, единственный в составе монотипического рода Kotshkorkia, который отнесён к подсемейству долиходерины (Dolichoderinae). Обнаружен в ископаемых остатках Средней Азии (Миоцен, Чон-Туз, Кыргызстан), возрастом 5—16 млн лет.

## Описание
Мелкие муравьи, длина тела около 8 мм (грудь 4 мм, голова  1,8 мм, брюшко видно частично). Голова крупная с хорошо развитыми глазами, расположенными по её средней линии. Клипеус спереди выпуклый. Грудь ровная и без шипиков, петиоль узловидный и без чешуйки. Описание сделано по отпечатку самки, хранящемуся в Палеонтологическом институте РАН (Москва, Россия), который обозначен в качестве голотипа («PIN 372/433»).

## Этимология
Родовое название Kotshkorkia происходит от имени места обнаружения у посёлка Кочкорка в Кыргызстане. Вид был впервые описан в 1981 году российским и советским мирмекологом профессором Геннадием Михайловичем Длусским (МГУ, Москва).

## Систематика
Вид Kotshkorkia laticeps выделен в отдельный род Kotshkorkia, включён в подсемейство долиходерины.
Kotshkorkia laticeps это один из нескольких описанных из миоцена Кыргызстана муравьёв, таких как †Rhytidoponera kirghizorum.